# NGC 5521
NGC 5521 is een spiraalvormig sterrenstelsel in het sterrenbeeld Maagd. Het hemelobject werd op 10 april 1828 ontdekt door de Britse astronoom John Herschel.

## Synoniemen
- UGC 9122
- MCG 1-36-30
- ZWG 46.77
- ARAK 443
- PGC 50931